# Exobasidium perenne
Exobasidium perenne ist eine Pilzart der Familie der Nacktbasidienverwandten (Exobasidiaceae) aus der Ordnung Ustilaginomycotina. Sie ist ein Endoparasit der Großfrüchtigen und der Gewöhnlichen Moosbeere. Symptome des Befalls durch den Pilz sind hypertrophische Verfärbungen und verstärkter Wuchs der Blätter der Wirtspflanze. Das Verbreitungsgebiet der Art umfasst das kanadische Nova Scotia.

## Merkmale

### Makroskopische Merkmale
Exobasidium perenne ist mit bloßem Auge nicht zu erkennen. Symptome des Befalls sind hypertrophische, rote oder gelbe Flecken auf den befallenen Blättern, die zudem verstärkten Wuchs und eine abgeflachte Form aufweisen.

### Mikroskopische Merkmale
Das Myzel von Exobasidium perenne wächst wie bei allen Nacktbasidien interzellulär und bildet Saugfäden, die in das Speichergewebe des Wirtes wachsen. Der Pilz besitzt eine monomitische Hyphenstruktur aus rein generativen Hyphen ohne Schnallen. Die zweisporigen, 15–25 × 3,5–4,3 µm großen Basidien sind an der Basis einfach septiert. Sie wachsen direkt aus der Wirtsepidermis. Die Sporen sind hyalin, zylindrisch bis bananenförmig, dünnwandig und 12–19 × 1,7–2,6 µm groß. Reif haben sie ein bis drei Septen. Die Konidien der Art sind 9–17,5 × 1–1,7 µm groß und zylindrisch bis zugespitzt.

## Verbreitung
Das bekannte Verbreitungsgebiet von Exobasidum perenne liegt in Nova Scotia im Osten Kanadas.

## Ökologie
Die Wirtspflanze von Exobasidium perenne sind die Großfrüchtige (Vaccinium macrocarpon) und die Gewöhnlichen Moosbeere (V. oxycoccos). Der Pilz ernährt sich von den im Speichergewebe der Pflanzen vorhandenen Nährstoffen, seine Basidien brechen später durch die Blattoberfläche und setzen Sporen frei. Diese keimen, nachdem sie auf geeignetes Substrat gefallen sind, zu Konidien, aus denen sich dann neues Myzel entwickelt.